# بلوش السند
بلوش السند هم مجتمع من القبائل البلوشية الناطقة باللغة البلوشية والسندية والتي تعيش في جميع أنحاء مقاطعة السند في باكستان. استقرت قبائل البلوش في هذه المنطقة لعدة قرون، وتمتلك أراضي زراعية كبيرة وأعمال تجارية ذات صلة في السند، وجزء كبير منهم هم ملاك الأراضي في السند. يقدر عدد سكان هذه المجموعة من البلوش بحوالي 30% من إجمالي سكان السند. خلال العصر الجليدي الصغير، اضطر عدد كبير من السكان البلوش للهجرة من بلوشستان إلى الأراضي الشرقية والشمالية مثل البنجاب والسند بسبب انخفاض درجة حرارة الهواء للغاية خلال هذه الفترة.
منذ فترة طويلة كانت توجد مملكة مستقلة في السند تسمى سلطنة تالبور، وكان حكام هذه السلطنة من قبيلة تالبور، وهم من أشهر القبائل البلوشية التي تعيش في السند.[بحاجة لمصدر]

## هجرة البلوش
على وجه التحديد، في حالة البلوش الذين هاجروا إلى السند، كان المناخ هو الأساس في اتخاذ القرار بالانتقال والهجرة، وفقًا للدكتور أختر بلوش، أستاذ بجامعة كراتشي. وتحدث عن هذه الحركة الفريدة للناس في ندوة حول الهجرة الداخلية والتحضر في السند نظمها معهد كراتشي للتكنولوجيا وريادة الأعمال يوم الأربعاء.
وأضاف أنه بعد مئات السنين من الهجرة الموسمية، حدثت الموجة الأولى من الاستيطان "الدائم" خارج بلوشستان في القرن الرابع عشر. وقال اختر بلوش: "كان شمال غرب بلوشستان بارداً جداً ولم يكن [صالحاً للسكن] في الشتاء". كان على الناس النزول إلى السهول في الجنوب. واستمرت هذه العملية لعدة مئات من السنين." وفي موجة الهجرة هذه، جاءت قبائل مثل الزرداريين للاستقرار في السند. "لم يغادروا بعد ذلك أبدًا."
استقر بعضهم في البنجاب واعتمدوا اللغة السرائيكية، واستقر آخرون في شمال السند واتجهوا إلى اللغة السندية.
وأضاف أن المهاجرين الذين استقروا في مناطق كاتشا في السند كانوا رعاة للأغنام، لكنهم انجذبوا بعد ذلك إلى الزراعة.
حدثت الموجة الثانية من الهجرة نتيجة لموجتي جفاف متتاليتين، الأولى في عام 1669 ثم موجة شديدة للغاية بعد مائة عام في 1769. أثرت على بلوشستان الساحلية من تشابهار إلى جاداني. يقول بلوش: "لقد مات الآلاف من الأشخاص، كان على الناس أن يهاجروا."
ونحن نرى هؤلاء البلوش اليوم في كراتشي ملير، جاداب، كاثور، موريبور، مواش ولياري ومختلف مناطق السند
وفي الجفاف الثاني الأكثر قسوة، حدثت الهجرة من أجل البقاء. يقول اختر بلوش، في إشارة إلى الساردارات والنخبة: "كان هذا الجفاف كبيراً حيث تم إلغاء العبودية في بلوشستان على يد السادة".
يقول بلوش: "لم يكن أسيادهم في وضع أفضل". أصبح الجفاف بمثابة تسوية كبيرة بين السيد والعبد لأن الجميع كانوا يتضورون جوعا. سمح للعبيد بالمغادرة. على الرغم من أن البلوش يسارعون إلى الإشارة إلى أن بعض العبيد في تاريخ بلوشستان رفضوا التخلي عن أسيادهم وهلكوا إلى جانبهم.
في هذه الموجة من الهجرة جاء البلوش من مكران إلى السند. وهؤلاء الأشخاص هم من البلوش من أصل أفريقي، حيث تم بيعهم في بلوشستان كعبيد من قبل التجار العرب.
"لقد استغرق تحول لغتهم من اللغة البلوشية إلى اللغة السندية بالتأكيد عدة قرون، لكنهم ما زالوا فخورين من الناحية العرقية بكونهم معروفين باسم "البلوش".